# Municipio de Grant (condado de Reno)
El municipio de Grant (en inglés: Grant Township) es un municipio ubicado en el condado de Reno en el estado estadounidense de Kansas. En el año 2010 tenía una población de 1348 habitantes y una densidad poblacional de 11,65 personas por km².

## Geografía
El municipio de Grant se encuentra ubicado en las coordenadas 38°8′20″N 98°1′19″O / 38.13889, -98.02194. Según la Oficina del Censo de los Estados Unidos, el municipio tiene una superficie total de 115.72 km², de la cual 114,26 km² corresponden a tierra firme y (1,26 %) 1,46 km² es agua.

## Demografía
Según el censo de 2010, había 1348 personas residiendo en el municipio de Grant. La densidad de población era de 11,65 hab./km². De los 1348 habitantes, el municipio de Grant estaba compuesto por el 95,55 % blancos, el 0,52 % eran afroamericanos, el 0,3 % eran amerindios, el 1,04 % eran asiáticos, el 1,63 % eran de otras razas y el 0,96 % eran de una mezcla de razas. Del total de la población el 3,78 % eran hispanos o latinos de cualquier raza.